# Dendromyza pachydisca
Dendromyza pachydisca là một loài thực vật có hoa trong họ Santalaceae. Loài này được (Danser) J.M.Macklin ex Beaman & C.E.Anderson mô tả khoa học đầu tiên năm 2004.